# Světový pohár v biatlonu 2015/2016 – Chanty-Mansijsk
9. podnik Světového poháru v biatlonu v sezóně 2015/16 byl závěrečnou zastávkou tohoto ročníku světového poháru, která probíhal od 17. do 20. března 2016 v ruském Chanty-Mansijsku. Stejně jako v předcházejícím roce byly zde na programu mužské a ženské závody ve sprintech, stíhací závody a závody s hromadným startem. Závody s hromadným startem byly dne 20. března 2016 kvůli silnému větru organizátory i jury zrušeny bez náhradního termínu.

## Program závodů
Program podle oficiálních stránek.
| Datum      | Disciplína                       | Začátek (SEČ) | Počet závodníků |
| ---------- | -------------------------------- | ------------- | --------------- |
| 17. března | Sprint (ženy)                    | 14:15         | 79              |
| 18. března | Sprint (muži)                    | 14:15         | 84              |
| 19. března | Stíhací závod (ženy)             | 12:45         | 57              |
| 19. března | Stíhací závod (muži)             | 14:30         | 55              |
| 20. března | Závod s hromadným startem (ženy) | 10:20         | (závod zrušen)  |
| 20. března | Závod s hromadným startem (muži) | 13:00         | (závod zrušen)  |

## Průběh závodů

### Sprinty
Výsledky sprintu žen byly velmi důležité pro Gabrielu Soukalovou, která měla po mistrovství světa v celkovém pořadí Světového poháru náskok na Marii Dorinovou Habertovou jen 69 bodů. V Chanty-Mansijsku však Francouzka ztrátu nesnížila: jela pomaleji a při druhé střelbě navíc nezasáhla jeden terč. Průběžně doběhla šestá, se ztrátou přes 40 sekund za vedoucí Finkou Kaisoua Mäkäräinenovou. Soukalová běžela rychle, obě položky střílela čistě, ale zvláště při střelbě vstoje byla opatrnější a jednotlivé rány si více kontrolovala. V prudké zatáčce těsně za střelnicí si pak nevšimla Rusky Slepcovové a najela do ní, naštěstí bez jakýchkoliv následků: ztratila pouze několik sekund. Přesto odjížděla do posledního kola na první pozici před Norkou Marte Olsbuovou. Na ní náskok udržela, ale ztratila na Mäkäräinenovou a do cíle dojela na druhém místě, tři sekundy za ní. Dorinová Habertová nakonec skončila desátá a Soukalová tak zvýšila svůj náskok v celkovém pořadí na 92 bodů. Navíc získala malý křišťálový globus za celkové vítězství ve sprintech. Lucie Charvátová také rychle běžela a především střílela, ovšem s třemi chybami na střelnici dosáhla jen na 30. místo. Do následujícího stíhacího závodu postoupila ještě Jessica Jislová a Veronika Vítková, které obsadily 42. a 46. místo.
V závodu mužů byl z českých reprezentantů úspěšný jen Michal Šlesingr. S jednou chybou na střelnici a 15. běžeckým časem byl v cíli na 12. místě. „Sám jsem překvapený, jak závod dopadl, protože poslední tři dny jsem se necítil dobře. Vůbec jsem nebyl přesvědčený o tom, že bych měl startovat. Říkal jsem si, jestli jsem to neměl skrečovat a počkat si na nedělní masák,“ komentoval po dojezdu do cíle. Do následujícího stíhacího závodu postoupili ještě Ondřej Moravec, Jaroslav Soukup a Michal Krčmář, kteří dojeli na 25., 27. a 39. pozici. Nedařilo se však i favoritům: Martin Fourcade, jistý vítěz světového poháru, nezasáhl vleže tři terče, jednu chybu přidal vstoje a skončil až čtyřicátý. Do cíle dojel nejdříve s velkým náskokem Němec Simon Schempp, ale těsně poté zastřílel druhou položku čistě i Rakušan Julian Eberhard. Několikasekundový náskok sice v průběhu posledního kola ztratil, ale ve finiši ještě dokázal zrychlit a zvítězil o jednu sekundu. Vybojoval tím svoje první vítězství v závodech světového poháru – přitom dosud nejlepší byl na 4. místě ve sprintu v kanadském Canmore.

### Stíhací závody
Gabriela Soukalová v tomto závodě sice nestanula na stupních vítězů, ale čtvrtým místem si zajistila celkové vítězství v tomto ročníku světového poháru. Navíc obsadila i první místo v pořadí stíhacích závodů a tím získala malý křišťálový globus za tuto disciplínu. Soukalová startovala z druhého místa a při první střelbě udělala jednu chybu. „Já byla před závodem tak strašně nervózní. Vlastně i díky tomu jsem udělala chybu hned v první střelbě. Ale jsem ráda, že jsem se tím nenechala vykolejit,“ komentovala to po závodě. Její největší soupeřka v boji o celkové prvenství Marie Dorinová Habertová, které střílela čistě, se jí přiblížila a po třetí střelbě ji i předjela. Soukalová však jela také rychle, i když se snažila střílet jistě a tak na střelnici ztrácela. Na poslední střelbu vstoje přijely obě společně s náskokem přes 20 sekund na nejbližší pronásledovatelky. Obě však nezasáhly jeden terč a tak do posledního kola vyjížděly spolu ještě s Dorotheou Wiererovou. Všechny ale brzy předjela Finka Kaisa Mäkäräinenová, která s malým náskokem také zvítězila před Dorinovou Habertovou a Wiererovou. Ostatní české reprezentantky – Lucie Charvátová s šesti chybami a Jessica Jislová se sedmi – se umístily až v páté desítce. Veronika Vítková v polovině závodu odstoupila – trenéři se ji po čtyřech chybách vleže rozhodli šetřit pro nedělní závod s hromadným startem.
V závodě mužů udělal Michal Šlesingr na střelnici jen jednu chybu při druhé položce vleže. Klesl tím sice na 17. místo, ale protože k následujícím čistým položkám vstoje přidal i dobrý běh, dokončil závod desátý. Dobře jel také Michal Krčmář, který sice udělal o jednu chybu více, ale stejně dobrým během si 39. místo na startu vylepšil na 17. v cíli. Ondřej Moravec a Jaroslav Soukup skončili po třech chybách na střelnici na 25. a 26. místě. V závodě zvítězil Němec Simon Schempp, který se v posledním sjezdu před cílem odpoutal od Nora Johannes Thingnes Bø. Třetí skončil další německý závodník Erik Lesser, který na stejném místě získal rozhodující náskok na Švýcara Benjamina Wegera. Překvapivý vítěz předcházejícího sprintu, Rakušan Julian Eberhard, udělal na střelnici celkem osm chyb dojel osmnáctý, Martin Fourcade do závodu vůbec nenastoupil.

## Pořadí zemí
| Pořadí | Země     | 1. místo | 2. místo | 3. místo | Celkově |
| ------ | -------- | -------- | -------- | -------- | ------- |
| 1.     | Finsko   | 2        | 0        | 0        | 2       |
| 2.     | Rakousko | 1        | 0        | 0        | 1       |
| 3.     | Německo  | 1        | 1        | 2        | 4       |
| 4.     | Norsko   | 0        | 1        | 1        | 2       |
| 5.     | Česko    | 0        | 1        | 0        | 1       |
| 5.     | Francie  | 0        | 1        | 0        | 1       |
| 7.     | Itálie   | 0        | 0        | 1        | 1       |
|        | Celkem   | 4        | 4        | 4        | 12      |

## Umístění na stupních vítězů

### Muži
| Disciplína                        | První místo                 | Výkon                       | Druhé místo                 | Výkon                       | Třetí místo                 | Výkon                       |
| Sprint (10 km)                    | Julian Eberhard             | 24:18,6 (0+0)               | Simon Schempp               | 24:19,7 (0+0)               | Arnd Peiffer                | 24:41,6 (0+0)               |
| Stíhací závod (12,5 km)           | Simon Schempp               | 33:27,8 (1+1+0+1)           | Johannes Thingnes Bø        | 33:36,3 (0+0+0+1)           | Erik Lesser                 | 33:43,5 (0+0+1+1)           |
| Závod s hromadným startem (15 km) | Zrušeno kvůli silnému větru | Zrušeno kvůli silnému větru | Zrušeno kvůli silnému větru | Zrušeno kvůli silnému větru | Zrušeno kvůli silnému větru | Zrušeno kvůli silnému větru |

### Ženy
| Disciplína                          | První místo                 | Výkon                       | Druhé místo                 | Výkon                       | Třetí místo                 | Výkon                       |
| Sprint (7,5 km)                     | Kaisa Mäkäräinenová         | 20:42,3 (0+1)               | Gabriela Soukalová          | 20:45,4 (0+0)               | Marte Olsbuová              | 20:47,1 (0+0)               |
| Stíhací závod (10 km)               | Kaisa Mäkäräinenová         | 30:06,7 (1+0+1+0)           | Marie Dorinová Habertová    | 30:08,2 (0+0+0+1)           | Dorothea Wiererová          | 30:12,4 (0+0+1+0)           |
| Závod s hromadným startem (12,5 km) | Zrušeno kvůli silnému větru | Zrušeno kvůli silnému větru | Zrušeno kvůli silnému větru | Zrušeno kvůli silnému větru | Zrušeno kvůli silnému větru | Zrušeno kvůli silnému větru |